# Novoholovanivsk, Holovanivsk
Novoholovanivsk (în ucraineană Новоголованівськ) este un sat în comuna Svirneve din raionul Holovanivsk, regiunea Kirovohrad, Ucraina.